# Outlet
Outlet je specifický druh maloobchodu poskytující zákazníkům zboží, především značkové, s výraznými slevami. Koncepce outletových obchodů vznikla v 80. letech v USA, kde se tyto obchody nacházely přímo ve skladech či v továrnách samotných výrobců – odtud pochází pojmenování „Factory outlet“. Z USA se tento model úspěšně rozšířil přes Velkou Británii také do Evropy a dnes lze najít outletové obchody prakticky po celém světě. V Evropě je časté i označení „Designer outlet“.
Hlavní myšlenkou outletu je prodávat, lépe řečeno vyprodávat, zboží, které se již nevyrábí, sezónní zboží, nadměrné zásoby, zboží ze zkrachovalých nebo uzavřených obchodů apod.
Agenturní průzkum ukázal, že v Německu nakupuje v outletech až 56 % všech respondentů. V Česku je toto výrazně nižší – v roce 2008 se pohybovalo na úrovni necelých 20 %.[zdroj⁠?!]

## Umístění
V dnešní době mají outletové obchody mnoho podob. Nejrozšířenějším typem jsou outletová centra, která sestávají z desítek až stovek obchodů. Jednotlivé obchody v těchto centrech jsou většinou provozovány přímo výrobcem daného zboží. Tato obchodní centra jsou stavěna na místech, kde se kumuluje velké množství lidí, ať už se jedná o dopravní uzly, strategická místa apod. Jedním z takových míst je např. pražské letiště nebo dálnice D1.
Fenoménem posledních let jsou specializované e-shopy, které se zabývají outletovým zbožím, především oblečením. Ceny v těchto e-shopech bývají obvykle nižší než v „kamenných outletech“ a slevy dosahují výše i více než 70 %. Těchto slev dosahují provozovatelé internetových outletů díky tomu, že nemusí platit vysoké nájemné za obchodní prostory, spotřebu energií, personál apod.

## Sortiment
Nejčastěji se lze v outletech setkat s oblečením, parfémy, sportovními potřebami, obuví, hodinkami, elektronikou a dokonce i čokoládou nebo automobily.
Jak má outlet výhodu v nízkých cenách, tak jeho největší slabinou bývá právě sortiment. Jak je uvedeno výše, sortiment v outletových obchodech zdaleka nekoresponduje s aktuální nabídkou v běžných obchodech. Proto je nutné počítat s tím, že např. u oblečení je omezený výběr velikostí, barev, modelů. U elektroniky nejsou v outletech aktuální novinky a poslední technologie. Na druhou stranu značkové a kvalitní zboží levněji než v outletu většinou koupit nelze.